# Communauté de communes du Pilat Rhodanien
La communauté de communes du Pilat Rhodanien est une communauté de communes française, située dans le département de la Loire et la région Auvergne-Rhône-Alpes.

## Historique
Elle est créée le 30 novembre 2001.

## Territoire communautaire

### Composition
La communauté de communes est composée des 14 communes suivantes :

| Nom                    | Code Insee | Gentilé            | Superficie (km2) | Population (dernière pop. légale) | Densité (hab./km2) |
| ---------------------- | ---------- | ------------------ | ---------------- | --------------------------------- | ------------------ |
| Pélussin (siège)       | 42168      | Pélussinois        | 32,16            | 3 665 (2022)                      | 114                |
| Bessey                 | 42018      | Besserots          | 6,24             | 465 (2022)                        | 75                 |
| La Chapelle-Villars    | 42051      | Chapelards         | 8,25             | 533 (2022)                        | 65                 |
| Chavanay               | 42056      | Chavanois          | 15,06            | 2 886 (2022)                      | 192                |
| Chuyer                 | 42064      | Chuyards           | 12,06            | 751 (2022)                        | 62                 |
| Lupé                   | 42124      | Lupéens            | 1,47             | 307 (2022)                        | 209                |
| Maclas                 | 42129      | Maclaires          | 10,15            | 1 867 (2022)                      | 184                |
| Malleval               | 42132      | Mallaviauds        | 5,06             | 619 (2022)                        | 122                |
| Roisey                 | 42191      | Roisaires          | 13,03            | 1 006 (2022)                      | 77                 |
| Saint-Appolinard       | 42201      | Saint-Appolinaires | 9,84             | 705 (2022)                        | 72                 |
| Saint-Michel-sur-Rhône | 42265      |                    | 5,87             | 872 (2022)                        | 149                |
| Saint-Pierre-de-Bœuf   | 42272      | Pétribovins        | 5,95             | 1 705 (2022)                      | 287                |
| Véranne                | 42326      | Vérannaires        | 15,96            | 917 (2022)                        | 57                 |
| Vérin                  | 42327      | Vérinois           | 3,05             | 655 (2022)                        | 215                |

### Démographie
| 1968  | 1975  | 1982   | 1990   | 1999   | 2010   | 2015   |
| ----- | ----- | ------ | ------ | ------ | ------ | ------ |
| 9 750 | 9 793 | 10 489 | 11 967 | 13 216 | 16 015 | 16 743 |

## Administration

### Siège
Le siège de la communauté de communes est situé à Pélussin.

### Les élus
La communauté de communes est gérée par un conseil communautaire composé de 35 membres représentant chacune des communes membres et élus pour une durée de six ans.
Ils sont répartis comme suit :
| Nombre de délégués | Communes                     |
| ------------------ | ---------------------------- |
| 5                  | Pélussin                     |
| 4                  | Chavanay                     |
| 3                  | Maclas, Saint-Pierre-de-Bœuf |
| 2                  | Autres communes              |

### Présidence
Le président de l'intercommunalité est depuis 2020 Serge Rault (SE), maire de Saint-Pierre-de-Bœuf.
Jusqu'en 2020, Georges Bonnard, maire DVD de Pélussin présidait l'intercommunalité. Il est assisté, au sein du bureau communautaire, de sept vice-présidents et six autres membres.

### Régime fiscal et budget
Le régime fiscal de la communauté de communes est la fiscalité professionnelle unique (FPU).